# Senato (Belize)
Il Senato è la camera alta dell'Assemblea Nazionale del Belize.